# (6269) Kawasaki
(6269) Kawasaki es un asteroide perteneciente al cinturón de asteroides, región del sistema solar que se encuentra entre las órbitas de Marte y Júpiter, más concretamente a la familia de Vesta descubierto el 20 de octubre de 1990 por Takeshi Urata desde el Observatorio de Nihondaira, Shimizu-ku, Japón.

## Designación y nombre
Designado provisionalmente como 1990 UJ. Fue nombrado Kawasaki en homenaje a Shun'ichi Kawasaki, el segundo director del Observatorio Internacional de Latitud de Mizusawa y cuñado del astrónomo Issei Yamamoto. Introdujo el telescopio cenital flotante para complementar el telescopio visual cenital para observaciones de rutina.

## Características orbitales
Kawasaki está situado a una distancia media del Sol de 2,395 ua, pudiendo alejarse hasta 2,710 ua y acercarse hasta 2,079 ua. Su excentricidad es 0,131 y la inclinación orbital 6,218 grados. Emplea 1353,93 días en completar una órbita alrededor del Sol.

## Características físicas
La magnitud absoluta de Kawasaki es 14,2. Tiene 3,609 km de diámetro y su albedo se estima en 0,54. 